# 期女星
期女星（72 Feronia）是第72颗被人类发现的小行星，于1861年5月29日发现。期女星的直径为86.1千米，质量为6.7×1017千克，公转周期为1246.123天。
期女星以羅馬神話的女神費羅尼亞命名。